# Instituto Nacional de Sismología, Vulcanología, Meteorología e Hidrología de Guatemala
El Instituto Nacional de Sismología, Vulcanología, Meteorología e Hidrología (INSIVUMEH) de Guatemala es una organización científica del gobierno de Guatemala. El instituto fue creado para estudiar y monitorear fenómenos y eventos atmosféricos, geofísicos e hidrológicos, sus riesgos para la sociedad, y ofrecer información y recomendaciones al gobierno y el sector privado en la ocurrencia de un desastre natural. El instituto tiene cuatro disciplinas principales: Sismología, Vulcanología, Meteorología e Hidrología.

INSIVUMEH fue creado el 26 de marzo de 1976, poco después del terremoto del 4 de febrero de 1976, y forma parte del Ministerio de Comunicaciones, Infraestructura y Vivienda.